# Mostacillastrum stenophyllum
Mostacillastrum stenophyllum là một loài thực vật có hoa trong họ Cải. Loài này được (Gilles ex Hook. & Arn.) O.E. Schulz mô tả khoa học đầu tiên năm 1924.